# Kang Cho-hyun
Kang Cho-hyun (* 23. Oktober 1982 in Seoul) ist eine ehemalige südkoreanische Sportschützin.

## Erfolge
Kang Cho-hyun nahm an den Olympischen Spielen 2000 in Sydney teil, wo sie in ihrer Hauptdisziplin mit dem Luftgewehr über die 10-m-Distanz antrat. Sie qualifizierte sich mit 397 Punkten als Erste für die Finalrunde, womit sie den bisherigen Olympiarekord der Qualifikation einstellte. Im Finale erzielte sie mit 100,5 Punkten das sechstbeste Resultat unter den acht Finalstarterinnen und schloss die Konkurrenz mit 497,5 Gesamtpunkten als Zweite ab. Sie gewann somit hinter Olympiasiegerin Nancy Johnson und vor Gao Jing die Silbermedaille.